# Jemenastrild
Jemenastrild (Estrilda rufibarba) är en mycket liten fågel i familjen astrilder inom ordningen tättingar, enbart förekommande på sydvästra Arabiska halvön.

## Utseende
Jemenastrilden är en liten astrild med en kroppslängd på endast tio centimeter. Den har en mörk, karmosinröd mask genom ögat, svart övergump och stjärt med smala vita kanter på yttre stjärtpennorna. Vita kinder och strupe övergår i silkesvit undersida. Ryggen är fint marmorerad och näbben är svart, ibland röd vid roten. Ungfåglar har mörkt gråaktig eller vitaktig näbb, svartaktig ögonmask, brun ovansida med mörkare vingar och beige anstrykning på bröst, buk och flanker. Sittande vaggar den stjärten i sidled.

## Läte
Lätet är hårt och elektriskt, ofta övergående i ett tjatter. I flykten hörs högfrekventa tje-tje eller tje-tje-tje-tje.

## Utbredning och systematik
Jemenastrilden förekommer i sydvästra Saudiarabien samt västra och centrala Jemen. Den behandlas som monotypisk, det vill säga att den inte delas in i några underarter.

## Levnadssätt
Jemenastrilden ses i wadis, snårtäckta sluttningar och jordbruksbygd mellan 250 och 2400 meter över havet. Fågeln lever av säd och frön från örter, gräs, halvgräs och säv. Den ses ofta i flockar, gärna tillsammans med guldbröstad tigerfink (Amandava subflava). Information om dess häckningsbiologi är mycket bristfällig, men nyligen flygga ungar och en adult fågel med bomaterial har noterats i början av maj i södra Jemen. Arten är stannfågel, men sprider sig något efter häckning.

## Status och hot
Jemenastrilden har ett stort utbredningsområde och en stor population, men tros minska i antal, dock inte tillräckligt kraftigt för att den ska betraktas som hotad. Internationella naturvårdsunionen IUCN kategoriserar därför arten som livskraftig (LC). Världspopulationen har inte uppskattats men den beskrivs som sällsynt i Saudiarabien och södra Jemen, dock något vanligare längre norrut i Jemen.